# ليف لانداو
ليف لانداو (بالروسية: Лев Давидович Ландаy IPA) عالم فيزياء سوفيتي. ولد 22 يناير 1908 في مدينة باكو بأذربيجان، وتوفي 1 أبريل عام 1968. له أبحاث عديدة في الفيزياء النظرية. وتشتمل أعماله على أبحاث في ميكانيكا الكم وتطبيق نظرية الكم على المغناطيسية وظاهرتي الميوعة الفائقة والتوصيل الفائق، كما له أبحاث في فيزياء البلازما والنيوترينو.
حاز لانداو على جائزة نوبل للفيزياء عام 1962 عن جهوده العلمية وصيغه الرياضية لتفسير ظاهرة الميوعة الفائقة، واكتشفت هذه الظاهرة عند تبريد غاز الهيليوم helium-II عند درجة حرارة تحت 2.17 كلفن (أي 270.98 تحت الصفر المئوي).
اشتملت إنجازاته على الاكتشاف المشترك المستقل لطريقة مصفوفة الكثافة في ميكانيكا الكم (إلى جانب جون فون نيومان)، ونظرية ميكانيكا الكم في المغناطيسية المعاكسة، ونظرية الميوعة الفائقة، ونظرية التحول الطوري من الرتبة الثانية، ونظرية جينزبيرغ- لانداو في الموصلية الفائقة، و نظرية سائل فيرمي، وشرح تخميد لانداو في فيزياء البلازما، وقطب لانداو في الكهروديناميكا الكمية، ونظرية المكونين في النيوترينو، ومعادلات لانداو لفردات المصفوفة إس. حصل على جائزة نوبل في الفيزياء في عام 1962 لجهوده في تطوير نظرية رياضية في الميوعة الفائقة. تفسر تلك النظرية خصائص الهيليوم السائل عند درجات حرارة أقل من 2.17 كلفن (-270.98 درجة مئوية).

## حياته

### الأعوام المبكرة
وُلد لانداو في 22 يناير 1908 لوالدين يهوديين في باكو، أذربيجان، في ما كان يُعرف آنذاك بالامبراطورية الروسية. كان والد لانداو، ديفيد لفوفيتش لانداو، مهندسًا في صناعة النفط المحلية، وكانت والدته، ليبوف فينيامينوفنا غاركافي لانداو، طبيبة. كان طفلًا عبقريًا في الرياضيات، وتعلم حساب التفاضل وهو في الثانية عشر من عمره والتكامل وهو في سن الثالثة عشر. تخرج لانداو في عام 1920 بعمر الثالثة عشر من المدرسة الثانوية. واعتبره والداه أصغر من أن يتمكن من الالتحاق بالجامعة، لذلك التحق بالمعهد التقني الاقتصادي في باكو لمدة عام. في عام 1922، وبعمر الرابعة عشر، انتسب لجامعة باكو الحكومية، ودرس في آن واحد في قسمين: قسم الفيزياء والرياضيات، وقسم الكيمياء. توقف لاحقًا عن دراسة الكيمياء، غير أنّه بقي مهتمًا في المجال طيلة حياته.

### لينينغراد وأوروبا
في عام 1924، انتقل إلى قسم الفيزياء في جامعة سانت بطرسبرغ الحكومية، والذي كان المركز الرئيسي للفيزياء السوفيتية آنذاك، حيث كرس نفسه لدراسة الفيزياء النظرية، وتخرج في عام 1927. التحق لانداو لاحقًا بالدراسات العليا بمعهد يوفي لتقنية الفيزياء حيث حصل في نهاية المطاف على درجة الدكتوراه في العلوم الفيزيائية والرياضية في عام 1934. تسنّى للانداو السفر خارجًا لأول مرة خلال الفترة الممتدة من عام 1929 إلى عام 1931، وذلك أثناء زمالة دراسية متنقلة تابعة لحكومة سوفيتية –المفوضية الشعبية للتعليم–  تستكملها زمالة مؤسسة روكفيلر. وكان آنذاك متقنًا للغة الألمانية والفرنسية وكان بإمكانه التخاطب باللغة الإنجليزية. وحسّن لغته الإنجليزية لاحقًا وتعلم الدنماركية.
بعد إقامة وجيزة في كل من غوتينغن ولايبزيغ، ذهب إلى كوبنهاغن في 8 أبريل 1930 ليعمل في معهد نيلز بور للفيزياء النظرية. ومكث هناك حتى 3 مايو من نفس العام. وبعد تلك الزيارة، اعتبر لانداو نفسه تلميذًا لنيلز بوروكان وتأثر نهج لانداو للفيزياء بشكل كبير ببور. بعد إقامته في كوبنهاغن، زار كل من كامبريدج (في منتصف عام 1930) حيث عمل مع بول ديراك، وكوبنهاغن (من سبتمبر إلى نوفمبر 1930)، وزيورخ (ديسمبر 1930 إلى يناير 1931) حيث عمل مع فولفغانغ باولي. عاد لانداو من زيورخ إلى كوبنهاغن للمرة الثالثة ومكث هناك من 25 فبراير وحتى 19 مارس 1931 قبل عودته إلى سانت بطرسبرغ في نفس العام.

### مركز خاركيف العلمي الوطني للعلوم الفيزيائية والتكنولوجيا، خاركيف
بين عامي 1932 و 1937، توجه لانداو إلى قسم الفيزياء النظرية في مركز خاركيف العلمي الوطني للعلوم الفيزيائية والتكنولوجيا، وحاضر في جامعة خاركيف وفي معهد خاركيف للعلوم التطبيقية. إلى جانب إنجازاته النظرية، كان لانداو المؤسس الرئيسي للتعاليم العظيمة في الفيزياء النظرية في خاركيف، أوكرانيا، وكان يُشار لها أحيانًا «بمدرسة لانداو». في خاركيف، بدأ هو وصديقه وتلميذه الأسبق، يفغيني ليفشتز، بكتابة منهج في الفيزياء النظرية، وهي عشر مجلدات تشمل الموضوع برمته وما زال استخدامها منتشرًا كنصوص فيزيائية لمستوى الدراسات العليا. خلال فترة التطهير الكبير، خضع لانداو للتحقيق في قضية  UPTI في خاركوف، لكنه تمكن من المغادرة إلى موسكو ليتولى منصبًا جديدًا.
طور لانداو امتحانًا شاملًا مشهورًا يُدعى «الحد الأدنى النظري» وكان من المتوقع أن ينجح فيه الطلاب قبل الالتحاق بالمدرسة. غطى الامتحان كافة جوانب الفيزياء النظرية، وبين عامي 1934 و 1961، نجح 43 مرشحًا ممن أصبحوا لاحقًا علماءً بارزين في الفيزياء النظرية.
في عام 1932، حسب لانداو حد شاندراسيخار، ومع ذلك، لم يطبقه على نجوم الأقزام البيضاء.

### مؤسسة حل المشاكل الفيزيائية، موسكو
من عام 1937 وحتى عام 1962، كان لانداو رئيس القسم النظري في مؤسسة حل المشاكل الفيزيائية.
في 27 أبريل 1938، أُلقي القبض على لانداو لمقارنته الستالينية بالنازية. واحتُجز في سجن لوبيكانا إلى أن أُطلق سراحه في 29 أبريل 1939، وذلك بعد أن كتب بيوتر كابيتسا، عالم فيزياء درجة الحرارة المنخفضة التجريبية ومؤسس ومدير المؤسسة، خطابًا لجوزيف ستالين كفل فيه سلوك لانداو وهدد بترك المؤسسة في حال عدم الإفراج عن لانداو. اكتشف لانداو بعد إطلاق سراحه طريقة تفسير الميوعة الفائقة لكابيتسا باستخدام الأمواج الصوتية، أو الفونون، وإثارة جديدة تُدعى الروتون.
ترأس لانداو فريقًا من علماء الرياضيات الداعمين لتطوير القنابل الذرية والهيدروجينية السوفيتية. وحسب دينامية أول قنبلة حرارية نووية سوفيتية، بالإضافة إلى توقع النتائج. حصل لانداو على جائزة الدولة السوفيتية في عامي 1949 و 1953 إنجازه هذا العمل، ومُنح لقب «بطل العمل الاشتراكي» في عام 1954.
اشتملت قائمة طلاب لانداو على ليف بيتفسكي، وأليكسيي أبريكوسوف، ويفغيني ليفشتز، وليف غوركوف، وإسحاق خالاتنيكوف، ورونالد ساجدييف، وإسحاق بوميرانشوك.  

### الإنجازات العلمية
تضمنت إنجازات لانداو الاكتشاف المشترك المستقل لطريقة مصفوفة الكثافة في ميكانيكا الكم (إلى جانب جون فون نيومان)، ونظرية ميكانيكا الكم في المغناطيسية المعاكسة، ونظرية الميوعة الفائقة، ونظرية التحول الطوري من الرتبة الثانية، ونظرية جينزبيرغ- لانداو في الموصلية الفائقة، ونظرية سائل فيرمي، وشرح تخميد لانداو في فيزياء البلازما، وقطب لانداو في الكهروديناميكا الكمية، ونظرية المكونين في النيوترينو، ومعادلات لانداو لفردات المصفوفة S.
حصل على جائزة نوبل في الفيزياء في عام 1962 لجهوده في تطوير نظرية رياضية في الميوعة الفائقة. تفسر تلك النظرية خصائص الهيليوم السائل عند درجات حرارة أقل من 2.17 كلفن (-270.98 درجة مئوية).

### الحياة الشخصية ووجهات النظر
في عام 1937، تزوج لانداو من كورا ت. دروبانزييفا من خاركيف. وُلد ابنهما إيغور في عام 1946. آمن لانداو «بالحب الحر» عوضًا عن الزواج الأحادي وشجع زوجته وطلابه على ممارسة «الحب الحر». إلا أن زوجته لم تكن متحمسة لذلك.

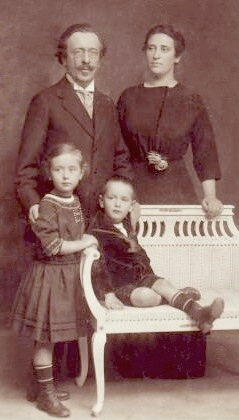
عائلة لانداو عام 1910

كان لانداو ملحدًا. وفي عام 1957، دوّنت لجنة أمن الدولة تقريرًا مطولًا موجهُا للجنة المركزية للحزب الشيوعي السوفيتي حول وجهات نظر لانداو بشأن الثورة المجرية لعام 1956 وفلاديمير لينين وما أسماه «الفاشية الحمراء».

### الأعوام الأخيرة
في 7 يناير 1962، اصطدمت سيارة لانداو بشاحنة مقبلة. وتعرض لإصابات خطيرة وأمضى شهرين في غيبوبة. رغم أن لانداو تعافى بوسائل عدة، إلا أن إبداعه العلمي تدمر، ولم يعد بعد ذلك إلى العمل العلمي بشكل تام. ومنعته إصاباته من قبول جائزة نوبل في الفيزياء لعام 1962 شخصيًا.
اعتاد لانداو السخرية من ياكوف زيلدوفيش طيلة الوقت، وبعد أن تعافى قليلًا من الحادث وكان بمقدوره التحدث وهلم جرا، كان أول ما قاله «أخشى أن عقلي ليس كما كان. لن أتمكن مجدًدا من القيام بالفيزياء كلانداو. قد يمكنني القيام بالفيزياء كزيلدوفيش.»

### وفاته
توفي لانداو في 1 أبريل 1968 عن عمر يناهز الستين، وذلك جراء مضاعفات من إصابات لحقت به في حادث سيارة تعرض له قبل ستة أعوام. دُفن في مقبرة نوفوديفتشي.

## روابط خارجية
- ليف لانداو على موقع الموسوعة البريطانية (الإنجليزية)
- ليف لانداو على موقع مونزينجر (الألمانية)
- ليف لانداو على موقع ميوزك برينز (الإنجليزية)
- ليف لانداو على موقع إن إن دي بي (الإنجليزية)
- ليف لانداو على موقع ديسكوغز (الإنجليزية)